# Projekt Polsko-Belgijska Pracownia Architektury
Projekt Polsko Belgijska Pracownia Architektury Sp. z o.o. – (PBPA) – warszawska pracownia architektury zlokalizowana na Saskiej Kępie, prowadzona przez architekta Adama Wagnera.

## Historia
Pracownia wyrosła na podstawie doświadczeń dwóch architektów – architekta Leszka Klajnerta i architekta George’a Czyża, którzy w 1991 r. postanowili założyć wspólną pracownię architektoniczną. Powstała ona z połączenia autorskiej pracowni architektonicznej APA Leszek Klajnert z siedzibą w Warszawie i firmy CDG SPRL z siedzibą w Brukseli.

Na fali transformacji ustrojowej obydwie firmy mogły nawiązać bliższą współpracę, która rozpoczęła się wspólnymi działaniami projektowymi przy projekcie budynku Rady Europy (którego głównym projektantem był Georges Czyż). Inne prace projektowe miały miejsce na terenie Belgii, Francji i Mauritiusu.

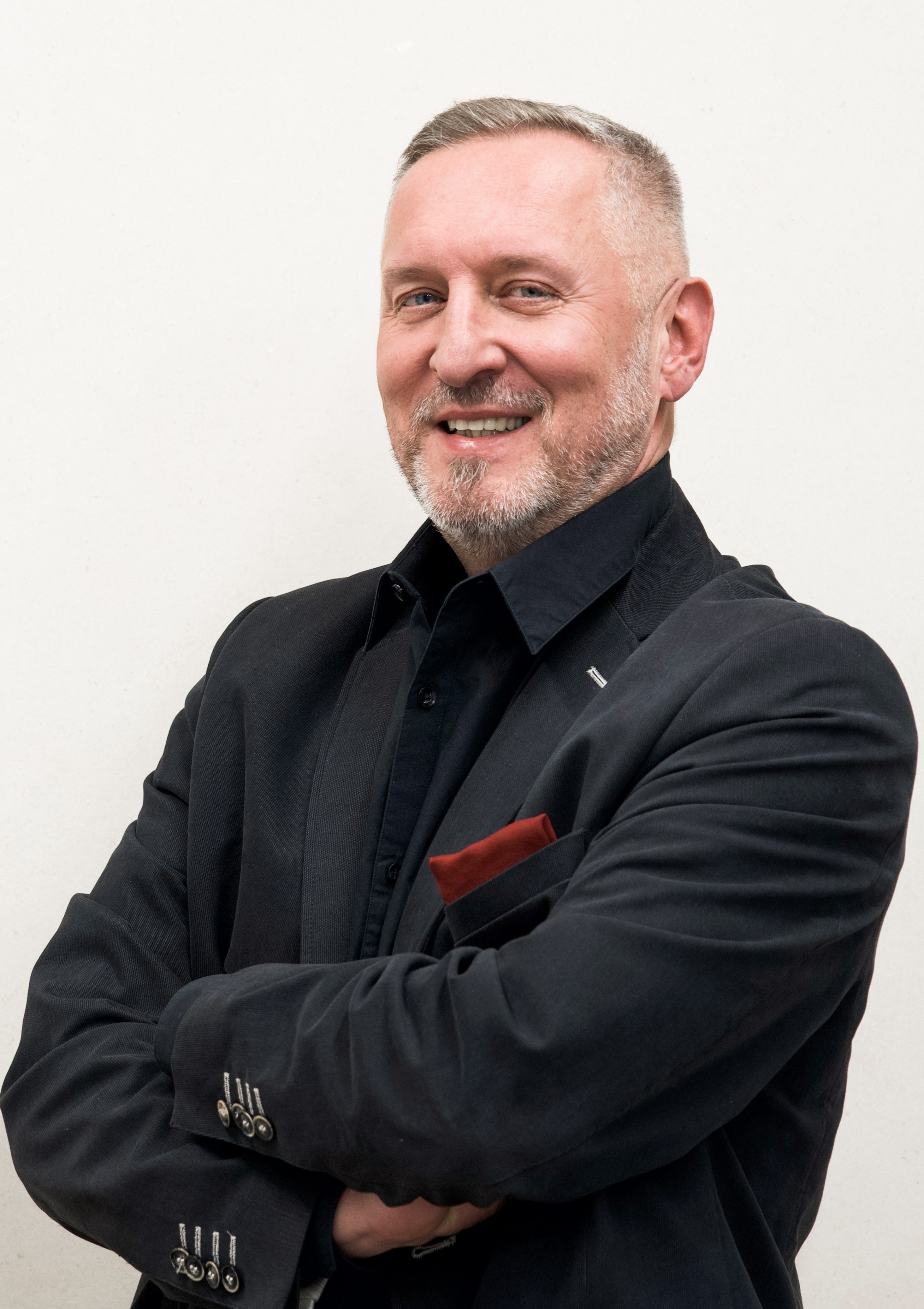
arch. Adam Wagner – prezes oraz główny architekt PBPA

Doświadczenia wtedy zdobyte zostały przeniesione na grunt warszawski wraz z belgijskimi i francuskimi inwestorami oraz firmami budowlanymi i zaowocowały takimi projektami jak: siedziba Citibank (Poland), siedziba BRE Banku, Warta Tower, Hotel HYATT, Sienna Center i wiele innych. Zespół projektowy składał się wówczas z 5 projektantów, dwóch wspólników i pełnomocnika zarządu Janiny Stolarczyk – Gajda. Zwiększające się zaangażowanie inwestycyjne na terenie Polski spowodowało potrzebę rozbudowy składu osobowego firmy. W 1999 roku został dołączony do zespołu wspólników architekt Adam Wagner. Firma w tym czasie zatrudniała w składzie podstawowym dwunastu projektantów oraz cztery zespoły branżowe. W 2002 udziałowcy architekt Leszek Klajnert i architekt Adam Wagner wykupili udziały od firmy CDG. W kolejnych latach firma zintensyfikowała swoje działania projektowe m.in. na terenie Rosji – Syberia, Ałtaj oraz rozpoczęła współpracę z firmą BOUYGUES Immobilier Polska oraz z firmą Ghelamco Poland. Dla firmy BIP zaprojektowano takie zespoły mieszkaniowe jak: Zespół budynków mieszkalnych wielorodzinnych przy ul. Wilanowskiej/Karczocha, Zespół budynków mieszkalnych wielorodzinnych wraz z usługami przy ul. Jana Kazimierza 49. Z firmą Ghelamco Poland przy współpracy z belgijską pracownią Jaspers & Eyers zrealizowano m.in. zespół Warsaw Spire oraz mniejsze zespoły biurowe jak: Marynarska Business Park, Zespół budynków biurowo-usługowych przy ul. Łuckiej/Wroniej. Dla Ghelamco Poland zespół architektów w PBPA zaprojektował również obiekt Łopuszańska Business Park. W roku 2009 firma wygrała konkurs na budowę nagrobka Mikołaja Kopernika w katedrze we Fromborku, a w roku 2010 zdobyła I nagrodę w konkursie międzynarodowym na Lubelskie Centrum Konferencyjne i Budynek Urzędu Marszałkowskiego w Lublinie oraz w konkursie na rewitalizację centrum staromiejskiego Rynku w Rakowie w województwie świętokrzyskim. W roku 2013 po śmierci architekta Leszka Klajnerta udziałowcami reprezentowanej przez architekta Adama Wagnera pracowni zostali Janina Stolarczyk–Gajda i architekt Dariusz Bodzioch.
W 2022 firma zatrudniała kilkudziesięciu architektów i projektantów wywodzących się z ośrodków naukowych z całej Europy oraz współpracowała z kilkunastoma firmami branżystów na terenie całego kraju.

## Wybrane projekty architektoniczne
Pracownia tworzy zarówno projekty wysokościowych budynków biurowych, mieszkaniowych (m.in. Fabrica Ursus) a także opracowuje budynki zabytkowe oraz budynki sakralne. Współpracuje stale między innymi z deweloperami takimi jak Ghelamco, PHN czy Aurec Home. PBPA ma na swoim koncie projekty takie jak Warsaw Unit, Skysawa, The Bridgepowstały we współpracy z holenderską pracownią UNStudio czy Warsaw Spire oraz Wronia 31 we współpracy z pracownią Jaspers-Eyers Architects.
| Obiekt                        | Obiekt | Lokalizacja | Rok ukończenia | Komentarze |        |
| ----------------------------- | ------ | ----------- | -------------- | --- | ------ |
| Odbudowa Pałacu Jabłonowskich |        | Warszawa    | 1997           | Odbudowa w formie zespołu budynków biurowych na potrzeby central banków Citibank (Poland) i Banku Rozwoju Eksportu. | [ 19 ] |
| Sienna Center                 |        | Warszawa    | 1998           | | [ 19 ] |
| Warta Tower                   |        | Warszawa    | 2000           | | [ 19 ] |
| Hotel Mamaison Diana          |        | Warszawa    | 2002           | | [ 20 ] |
| Regent Warsaw Hotel           |        | Warszawa    | 2002           | dawniej w sieci Hyatt                                                                                               | [ 21 ] |
| T-Mobile Office Park          |        | Warszawa    | 2011           | | [ 22 ] |
| Warsaw Spire                  |        | Warszawa    | 2016           | Współpraca z Jaspers-Eyers Architects (Belgia)                                                                      | [ 23 ] |
| Warsaw Unit                   |        | Warszawa    | 2021           | | [ 24 ] |
| Skysawa                       |        | Warszawa    | 2022           | | [ 25 ] |

## Nagrody
- W 2011 roku Warsaw Spire zwyciężył w konkursie Eurobuild Awards 2011 w kategorii „Wybitny Projekt Architektoniczny Roku w Polsce”[26].
- W 2016 roku Towarzystwo Urbanistów Polskich nagrodziło plac Europejski w X edycji Konkursu na najlepiej zagospodarowaną przestrzeń publiczną w Polsce w kategorii Nowo wykreowana miejska przestrzeń publiczna[27].
- W 2017 roku Warsaw Spire otrzymał nagrodę dla najlepszej inwestycji biurowej (Best Office & Business Development) na targach MIPIM w Cannes[28].
- W 2019 roku budynek Wronia 31 zwyciężył w konkursie BREEAM Awards w kategorii "Regional Award Central and Eastern Europe"[29]
- W 2021 roku w konkursie EuropaProperty.com budynek Warsaw Unit dostał statuetkę w kategorii "Best Office Project"[30]
- W 2021 roku w konkursie EuropaProperty.com budynek The Bridge dostał statuetkę w kategorii "Best Future Project"[31]
- W 2022 roku Warsaw Unit zwyciężył w konkursie CIJ Hall Of Fame Awards w kategorii „Best of the Best High-Rise Development”[32]
- W 2022 roku Skysawa zdobyła nominację w międzynarodowym konkursie BREEAM Awards 2022 w kategorii „Regional Award Central and Eastern Europe”[33].
- W 2022 roku wieżowiec Warsaw Unit wygrał nagrodę CEEQA2022 w kategoriach "Office development of the year" oraz "best building in CEE"[34]
  - W 2022 roku wieżowiec Warsaw Unit otrzymał nagrodę Real Estate Impactor od Rzeczpospolitej[35]
- W 2022 roku wieżowiec Warsaw Unit otrzymał dwie statuetki w konkursie European Property Awards w kategoriach "Commercial high rise architecture Poland" dla pracowni Projekt PBPA oraz "Best Office Development Poland" dla Ghelamco Poland[36]